# Norifumi Yamamoto
Pour les articles homonymes, voir Yamamoto.
Norifumi «  Kid » Yamamoto (山本"KID"徳郁), né le 15 mars 1977 Kawasaki et mort le 18 septembre 2018, est un pratiquant japonais d'arts martiaux mixtes (MMA).
Dès l'année 2001, il gagne rapidement une notoriété au sein de l'organisation Shooto grâce à son style agressif et complet, et à sa personnalité controversée.
Il entre ensuite au K-1 Hero's où il remporte le tournoi de décembre 2005 après une victoire par KO contre Genki Sudo.
On peut noter que le 3 mai 2006, lors du K-1 Hero's 5, Yamamoto réalisa un des KO les plus rapides de l'histoire du MMA, en plaçant un coup de genou sauté sur son compatriote Kazuyuki Miyata, probablement KO dès la deuxième seconde, l'arbitre signifiant officiellement la fin du combat après quatre secondes.

## Palmarès en arts martiaux mixtes
| Date              | Résultat | Adversaire            | Événement                                     | Méthode                        | Round | Temps | Lieu                                        | Notes                                                  |
| 31 décembre 2007  | Victoire | Rani Yahya            | K-1 - Premium 2007 Dynamite!!                 | TKO (Punches and Soccer Kicks) | 2     | 2:52  | Kyocera Dome Osaka, Osaka, Japon            |                                                        |
| 17 septembre 2007 | Victoire | Bibiano Fernandes     | K-1 - Hero's 11                               | Decision (Unanimous)           | 3     | 5:00  | Yokohama Arena, Yokohama (Japon)            |                                                        |
| 31 décembre 2006  | Victoire | Istvan Majoros        | K-1 - Premium 2006 Dynamite!!                 | TKO (Punches)                  | 1     | 3:46  | Kyocera Dome Osaka, Osaka, Japon            |                                                        |
| 3 mai 2006        | Victoire | Kazuyuki Miyata       | K-1 - Hero's 5                                | KO (Flying Knee)               | 1     | 0:04  | Yoyogi National Gymnasium, Tokyo (Japon)    | Fastest knockout in K-1 HERO's history                 |
| 31 décembre 2005  | Victoire | Genki Sudo            | K-1 - Premium 2005 Dynamite!!                 | TKO (Punches)                  | 1     | 4:39  | Yokohama Arena, Yokohama (Japon)            | K-1 HERO'S 2005 Middleweight Grand Prix Final          |
| 7 septembre 2005  | Victoire | Caol Uno              | K-1 - Hero's 3                                | TKO (Cut)                      | 2     | 4:04  | Ariake Coliseum, Tokyo (Japon)              | K-1 HERO'S 2005 Middleweight Grand Prix Semi-Finals    |
| 7 septembre 2005  | Victoire | Royler Gracie         | K-1 - Hero's 3                                | KO (Punch)                     | 2     | 0:38  | Ariake Coliseum, Tokyo (Japon)              | K-1 HERO'S 2005 Middleweight Grand Prix Quarter-Finals |
| 6 juillet 2005    | Victoire | Ian James Schaffa     | K-1 - Hero's 2                                | TKO (Strikes)                  | 3     | 1:23  | Yoyogi National Gymnasium, Tokyo (Japon)    |                                                        |
| 13 octobre 2004   | Victoire | Jadamba Narantungalag | K-1 - World Max 2004                          | KO (Strikes)                   | 1     | 1:55  | Yoyogi National Gymnasium, Tokyo (Japon)    |                                                        |
| 7 juillet 2004    | Victoire | Kazuya Yasuhiro       | K-1 MAX - World Grand Prix 2004 Final         | Submission (Armbar)            | 2     | 2:40  | Yoyogi National Gymnasium, Tokyo (Japon)    |                                                        |
| 7 avril 2004      | Victoire | Tony Valente          | K-1 MAX - World Grand Prix 2004 Opening Round | Submission (Rear Naked Choke)  | 1     | 0:58  | Yoyogi National Gymnasium, Tokyo (Japon)    |                                                        |
| 5 septembre 2003  | Victoire | Caleb Mitchell        | Shooto 2003 - 9/5 in Korakuen Hall            | KO (Punch)                     | 1     | 0:40  | Korakuen Hall, Tokyo (Japon)                |                                                        |
| 9 mai 2003        | Victoire | Jeff Curran           | SB 29 - Superbrawl 29                         | Decision (Unanimous)           | 3     | 5:00  | Hawaii Convention Center, Honolulu (Hawaii) |                                                        |
| 16 septembre 2002 | Victoire | Tetsuo Katsuta        | Shooto - Treasure Hunt 10                     | TKO (Strikes)                  | 1     | 2:45  | Yokohama Arena, Yokohama (Japon)            |                                                        |
| 5 mai 2002        | Défaite  | Stephen Palling       | Shooto - Treasure Hunt 6                      | TKO (Cut)                      | 1     | 0:30  | Korakuen Hall, Tokyo (Japon)                |                                                        |
| 15 décembre 2001  | NC       | Josh Thomson          | Shogun 1 - Shogun 1                           | No Contest (Illegal Kick)      | 2     | 2:00  | Hawaii Convention Center, Honolulu (Hawaii) |                                                        |
| 2 septembre 2001  | Victoire | Hideki Kadowaki       | Shooto - To The Top 8                         | TKO (Strikes)                  | 1     | 4:02  | Korakuen Hall, Tokyo (Japon)                |                                                        |
| 6 juillet 2001    | Victoire | Masashi Kameda        | Shooto - To The Top 6                         | KO (Punch)                     | 1     | 4:17  | Korakuen Hall, Tokyo (Japon)                |                                                        |
| 2 mars 2001       | Victoire | Masato Shiozawa       | Shooto - To The Top 2                         | Decision (Unanimous)           | 2     | 5:00  | Korakuen Hall, Tokyo (Japon)                |                                                        |

## Palmarès professionnel en kick-boxing
| Date             | Résultat | Adversaire        | Evenement                               | Méthode          | Round | Temps | Lieu                                   |
| 13 juillet 2009  | Défaite  | Jae Hee Cheon     | K-1 World MAX 2009 World Championship 8 | KO (Left Hook)   | 1     | 1:20  | Nippon Budokan Tokyo Japon             |
| 4 mai 2005       | Défaite  | Mike Zambidis     | K-1 World Max 2005 Opening              | KO (Right Hook)  | 3     | 2:09  | Ariake Coliseum, Tokyo Japon           |
| 31 décembre 2004 | Défaite  | Masato            | K-1 Premium Dynamite 2004               | Décision unanime | 3     | 5:00  | Osaka Dome, Osaka, Japon               |
| 24 février 2004  | Victoire | Takehiro Murahama | K-1 World MAX 2004 Japan Tournament     | Arrêt du médecin | 2     | 2:38  | Yoyogi National Gymnasium, Tokyo Japon |